# Rue Sohet
La rue Sohet est une rue de la ville belge de Liège faisant partie du quartier administratif des Guillemins.

## Odonymie
Cette rue rend hommage à Dominique-François de Sohet, né en 1728 et mort en 1811, célèbre jurisconsulte liégeois.

## Localisation
Cette artère plate et rectiligne dans le prolongement de la rue des Vingt-Deux d'une longueur de 140 m se trouve sur la rive gauche de la Meuse entre la rue de Serbie et la rue des Guillemins. Large d'environ 11,50 m, elle applique un sens unique de circulation automobile de la rue de Serbie vers la rue des Guillemins.

## Historique
Le terrain fut offert par son propriétaire en 1863 à la Ville de Liège pour permettre le percement d'une voirie entre le quai d'Avroy et la rue du Saint-Esprit (actuelle rue de Serbie). Ce qui fut réalisé en 1866.

## Activités
La rue Sohet est une voirie essentiellement résidentielle qui possède aussi quelques commerces (restaurants) mais aussi une école au no 21 (Haute École de la Ville de Liège pour la théorie bachelier en automobile et en chimie).

## Patrimoine
Au no 13, se trouve la maison Questienne dont la façade en brique rouge et pierre de taille est teintée d'éléments art nouveau.

## Rues adjacentes
- Rue des Guillemins
- Rue Dartois
- Rue des Vingt-Deux
- Rue de Serbie